# آرو (صاروخ)
حيتس أو آرو (بالعربية «السهم»، بالعبري "טיל חץ") هو نظام دفاعي مضاد للصواريخ الباليستية (ABM) وهو أول صاروخ يطور من قبل إسرائيل والولايات المتحدة صمم خصيصا لاعتراض وتدمير الصواريخ الباليستية على المستوى الإقليمي. يقوم الآرو باعتراض أهدافه عند طبقة الستراتوسفير من الغلاف الجوي (بعض أنظمة الدفاع مثل ار آي ام-161 يعترض أهدافه في الفضاء الخارجي بينما يعترض الباتريوت باك-3 أهدافه أسفل الغلاف الجوي اما نظام ثاد (THAAD) فيعترض أهدافه اعالي الستراتوسفير كذلك هو قادر على اعتراض الأهداف القادمة من الفضاء الخارجي).
حيتس هي منظومة مضادة للصواريخ الباليستية، طُوِّرَت في إسرائيل بدعم وتمويل أمريكي وبالاشتراك مع شركة بوينغ الأمريكية. وتتكون المنظومة من عدة مكونات: منظومة إدارة إطلاق نار «الاترج الذهبي» مركز مراقبة إطلاق «اتروج حام»، رادار فريد «اوران يروك»، منصة إطلاق وصاروخ. والوحدة التابعة لجيش الدفاع الإسرائيلي المسؤولة عن تشغيل الصاروخ تسمى «حيرف ماجن».

## التطوير والتجارب
بدأ المشروع عندما قررت الولايات المتحدة إشراك إسرائيل في مشروع «حرب النجوم» الذي طرحه الرئيس «رونالد ريجين» في 6 مايو 1985، حيث تم توقيع اتفاقية تفاهم بين حكومتي الولايات المتحدة وإسرائيل. وبعد عام تم تحديد أن منظومة الصاروخ المضادة للصواريخ الباليستية هي الملائمة للدور الإسرائيلي في المشروع، وشاركت الولايات المتحد بـ 80% من تكاليف تطوير المشروع. وتولى تطوير المنظومة من الجانب الإسرائيلي بواسطة إدارة «حوما» في إدارة البحث وتطوير الوسائل القتالية والبنية التحتية التكنولوجية.
في اعقاب عدة تجارب ناجحة أجريت للحيتس 1 (1992، 1993، وصيف 1994)أثبتت تكنولوجيا حيتس نجاحها. وخلال الفترة ما بين 1995 وحتى 2003 تم إجراء 10 تجارب للحيتس 2، الذي يعد نسخة معدلة من حيتس 1 شهدت التعديلات في العديد من القدرات، من بينها المدى والارتفاع وأزمنة الرد والتحرك. وفي 5 يناير 2003 أجريت تجربة إطلاق نار، تم خلالها إطلاق 4 صواريخ.
أما التجارب الوحيدة للحيتس في مواجهة صواريخ سكاد الحقيقية أجريت في الولايات المتحدة في 29 يوليو 2004. ففي التجربة الأولى نجح الصاروخ حيتس لأول مرة في إسقاط صاروخ سكاد مسلح تم إطلاقه اتجاهه من قلب البحر من مسافة تقدر بحوالي 100 كم. وجميع مكونات المنظومة تم اختبارها في هذه التجربة بشكل كامل، لكن في التجربة الثانية فشل الصاروخ حيتس في عملية الإسقاط. في التجربة الثانية التي أجريت في كليفورنيا بصاروخ سكاد منفصل، نجح الحيتس في التمييز بين الرأس الناسف الخاص بالصاروخ وبين جسمه. إلا أن خللاً وقع أثناء عملية الاعتراض النهائية حالت دون نجاح التجربة. وهذا الفشل لم يؤثر على مسؤلي المشروع، الذين زعموا أن الأمر مجرد خلل صغير وقابل للإصلاح.
هذا وأجريت تجربة أخرى للصاروخ حيتس في 2 ديسمبر 2005. فالحيتس أطلق في الساعة 10:30 صباحاً واسقط الصاروخ الهدف «انكور الأسود» مقابل سواحل قاعدة بلمحيم. ونجحت التجربة وتم فحص قدرة المنظومة في مواجهة التهديدات المشابهة للتهديد الإيراني. وأجريت التجربة بنسخة المنظومة الجديدة للحيتس «بلوك 3» التي شهدت تطوير اطار عمليات الصاروخ مما يمكنه من التعامل بشكل جيد مع الإطلاق المكثف للصواريخ.
في 11 فبراير 2007 نفذت تجربة ناجحة أخرى للمنظومة. وكان هدف التجربة هو اختبار التعديلات التي ادخلت على المنظومة التي تتضمن توسيع مدار الاعتراض. وشهدت التجربة تنفيذ اختبار عملي مزدوج بمشاركة بطاريتين طولت المدة الجوغرافيه من خلال الاستفادة من دروس الماضي. فالصاروخ المعترض، من سلسلة الإنتاج المعدلة الخاصة بالصناعات الجوية وشركة بوينغ، أطلق في أجواء مظلمة، وفي سيناريو محاكي للعمليات التفيذية، لارتفاع عالي، وجميع عناصر منظومة السلاح عملت بشكل عملي جيد.
في 26 مارس 2007 نفذت تجربة ناجحة أخرى للصاروخ، فحصت خلالها منظومات الطيران فقط، ولم يتم تشغيل المنظومات الأخرى (مثل الرادار أو الصاروخ الهدف) بعدما تم تطوير بعض منظومات الصاروخ.
في 16 أبريل 2008 نفذت تجربة محاكية ناجحة بالنسخة بلوك 4 خاصة بصاروخ طراز حيتس 2 بعدما أطلق اتجاهه صاروخ هدف متطور طراز«انكور الأزرق» وهو صاروخ يشابه الصاروخ شهاب 3، من طائرة F15.وخلال التجربة لعب لأول مرة دوراً هاماً الرادار المخصص لمنظومة حيتس 3 «أوران ادير» الذي من المقرر أن يحل محل «أوران يروك» ومخصص لرصد عدة أهداف في وقت واحد من مسافة تصل تقريباً إلى 1.000 كم، وهي ضعف المسافة الخاصة بـ«أرون يروك».
في 7 أبريل 2009 أجريت تجربة ناجحة بالصاروخ «حيتس 2» بلوك 4 في البحر المتوسط، تم خلالها إسقاط صاروخ متطور طراز «انكور الأزرق» تم إطلاقه من طائرة F15 تابعة للقوات الجوية الإسرائيلية من مسافة تصل إلى 1.000 كيلومتر. وخلال هذه التجربة تم اختبار الرادار الإسرائيلي «أوران ادير» والرادار الأمريكي الحديث FBX-T-AN/TPY-2الذي نصب في النقب في نهاية 2008.
في 22 فبراير 2011 أسقط صاروخ «حيتس 2» معدل صاروخ هدف باليستي أطلق اتجاهه، في تجربة اجريت في الولايات المتحدة.
في 10 فبراير 2012 نفذت تجربة ناجحة أخرى بصاروخ «حيتس 2» بلوك 4، تم خلالها لأول مرة تجربة استخدام رادار «أوران ادير» كجزء من منظومة السلاح.
في 2009 بدأت إسرائيل في تطوير «حيتس 3» وهو صاروخ مضاد للصواريخ المحلقة خارج الغلاف الجوي مخصص لاعتراض الصواريخ الباليستية على ارتفاعات عالية.

## الفائدة
وفقاً لأقوال الأب الروحي للحيتس (داف دفيف)، فإن الصاروخ الواحد يمكنه ان ينجح في 90% من الحالات في إسقاط صاروخ باليستي وحيد. ومن أجل زيادة فرص الإسقاط يتم إطلاق صاروخي حيتس ضد صاروخ باليستي واحد، وإذا لم ينجح كلاهما في عملية الإسقاط، يتم إطلاق ثلاثة صواريخ. وفي التجارب الأخيرة للمنظومة تم ضم أيضا منظومة «باتريوت» كطبقة دفاعية أكثر انخفاضاً.

## الإنشاء
في عام 29 نوفمبر 1998 أقيمت مراسم تسليم أول صاروخ حيتس من مدير مصنع (ملم) التابع للصناعات الجوية لوحدة "حيريف ماجين" في منظومة الدفاع الجوي بالقوات الجوية الإسرائيلية". وحتى نوفمبر 2002 تم نصب بطاريتي صواريخ. إحداها نصبت في قاعدة "بلمحيم" الجوية، والثانية في قاعدة القوات الجوية "بعين شمر". وفي هذه المرحلة اعلنت القوات الجوية أن إسرائيل مؤمنة من التهديدات الصاروخية. ومن المتوقع ان تصب منظومة الدفاع الجوي بطارية حيتس ثالثة خلال عام 2012.
تكلفة المشروع باكمله، من بداية التطوير وحتى التزود بالصاروخ، تقدر بحوالي 2.2 مليار دولار. تحملت دولة إسرائيل حوالي 20% من التكلفة، وباقي الأموال وصل من المعونة الأمريكية. وسعر الصاروخ الواحد يبلغ حوالي ثلاثة ملايين دولار.

## الجدل حول المشروع
في بداية التسعينيات من القرن العشرين سادت خلافات في وجهات النظر سواء داخل الجهاز الأمني أو خارجه، حيث كان هناك من يرى أن هذا المشروع هو بمثابة اسراف وغير مجدي، وهناك من تراجع عن المعارضة للمشروع في عام 1991، عندما أظهرت حرب الخليج جدية تهديد الصواريخ على إسرائيل. ومن رواد الخط المعارض للمشروع حالياً «اريا ستاف» ودكتور «راوبين فدهتسور»، الذين يشككان في الإستراتيجية التي تقود تطوير الصاروخ.
اريا ستاف، محرر مجلة «نتيف»، يشبه مفهوم الصاروخ حيتس بحالة يكون فيها الشخص مطالب بأن يصيب الطلقة الخاصة بحامل المسدس الذي امامه بدلا من اصابة حامل المسدس نفسه، وحسب زعمه فإن الحيتس لا يمكنه أن يغلق سماء إسرائيل بشكل محكم، ولا يتعامل مع الصواريخ الباليستية ذات رؤوس منفصلة (وهو الزعم الذي يبدو أنه فند في التجارب التي أجريت للصاروخ في 7أبريل 2009)، ويستوجب أموالاً طائلة نتيجة لأنه على كل صاروخ سكاد، الذي يعد أرخص نسبياً، يجب إطلاق صاروخي حيتس الذي يتكلف الواحد منه ثلاثة ملايين دولار. ويضيف ستاف أن تطوير الحيتس أدى إلى سباق تسلح صواريخ من جانب الدول العربية. لزعمه فإن كان يجب تطوير منظومة فعالة تصيب منصات إطلاق الصواريخ فوراً مع الإطلاق على الأرض، وليس الانتظار حتى تصل الصواريخ الباليستية إلى سماء إسرائيل، وهو الحل الذي كان وفقاً لرأيه سيوفر قدرة ردع عالية، ويخلف ضرر للعدو في حال الصواريخ الغير تقليدية، وكان أرخص أيضا. ويزعم ستاف أنه لا يوجد دولة في العالم (بما فيها الولايات المتحدة) قامت بشراء منظومة حيتس، يدل على المشكلات الخاصة بهذه المنظومة.
هذا ويقارن دكتور راوبين فدهستر بين مشروع «حيتس» ومشروع «هلفيا» الطموح الذي تم الغائه، ويزعم أنه خطير أيضا من الناحية الاقتصادية والتكنولوجية، وأيضا يشير إلى خلل في منظومة اتخاذ القرار في دولة إسرائيل.
والأمر الذي يثير زعمه الاقتصادي، هو الواقع أنه في عام 2002 اشترت الهند عدة وسائل قتالية من بينها الرادار «اوران يروك»، الذي تم تطويره في إطار الحيتس، كذلك فإن هذا المشروع بدأ أيضا في طرح ثمار اقتصادية. في 31 يناير 2006 وقعت كوريا الجنوبية على شراء 36 صاروخ حيتس و3 وحدات رادار.
بالإضافة إلى ذلك، اتضح بعد الحاجة الملحة للمنظومة مع ظهور التهديد الإيراني والصاروخ شهاب 3 الذي يصل مداه إلى 1.300 كم الذي من شأنه أن يحمل أيضا رأس ناسف نووي. وعلى تلك المسافات يمكن تدمير منصات إطلاق شهاب المحدودة جداً، الأمر الذي يثير زعم اريا ستاف. وبالنسبة للزعم الاقتصادي يمكن الإجابة بأنه لا يجب المقارنة بسعر الصاروخ سكاد، بل بتكاليف الضرر الذي قد يحدثه صاروخ كهذا عند ضربه منطقة سكنية.
مدير مصنع (ملم) التابع للصناعات الجوية السابق والأب الروحي للصاروخ حيتس، داف رفيف، زعم أن المعارضين لا يدركون هدف المنظومة. ووفقاً لأسلوبه فإن منظومة حيتس تهدف إلى منع أي هجوم مفاجئ للصواريخ النووية على إسرائيل من قبل دولة معادية تمتلك أسلحة نووية وضمان ألا تستسلم لإغواء إطلاق صاروخ واحد أو عدد من الصواريخ تجاه إسرائيل. هذا بواسطة امتلاك بطاريتين ذات عدد محدود من الصواريخ تتناسب مع إسقاط الحد الأقصى من الصواريخ التي يمكن إسقاطها بدون كشف منظومات إطلاق النار. لزعمه بعد اعتراض الصاروخ المفاجئ الأول تنهي المنظومة مهمتها. وهذا الزعم جاء لمواجهة الادعاء بأن الصاروخ النووي من شأنه أن يكون مطلقاً بعد إطلاق العشرات من السكاد (الغير نووية) التي ستؤدي إلى استنزاف كل مخزون صواريخ الحيتس.
القائمين على المشروع يشيرون أنه بخلاف تحقيق الحماية من الصواريخ الباليستية، فإنه يحقق تفوق تكنولوجي مذهل لإسرائيل، التي تعد الدولة الوحيدة في العالم التي طورت سلاح تنفيذي من هذا النوع. ويشيرون إلى التطور التكنولوجي الذي حققته إسرائيل في أعقاب تطوير الصواريخ، ومنظومات التوجيه والرادارات، التي يمكن تطبيقها في مجالات أخرى، وعلى الرسالة التي تُنقل إلى الدول المعادية لإسرائيل من خلال تطوير هذا سلاح إستراتيجيا، وعلى منظومة العلاقات التي تعززت مع الولايات المتحدة وان العديد من الدول ستتسابق على شراء منظومات تكنولوجية من إسرائيل.

## التطوير
بدأت المباشرة بمشروع السهم بعدما اتفقت كل من إسرائيل والولايات المتحدة على تمويل المشروع معا في 6 مايو 1986، المشروع تم تصميمه وبنائه في إسرائيل وبتمويل أمريكي-إسرائيلي ما يقارب ملياري دولار أمريكي. ادارت وزارة الدفاع الإسرائيلية المشروع تحت اسم «منهليت هوما» "Minhelet Homa" الذي يجمع مختلف الصناعات الإسرائيلية الأمنية مثل (الصناعات العسكرية الإسرائيلية، تاديران، الصناعات الإسرائيلية للفضاء الجوي).
في يوليو 2004 قامت إسرائيل والولايات المتحدة معا بتجربة النظام في الولايات المتحدة حيث أطلق السهم على صاروخ سكود حقيقي وتم تدمير الهدف بنجاح وفي ديسمبر 2005 تم اختبار النظام بنجاح باعتراضه صاروخ سكود-سي أو ما يعادل صاروخ شهاب-3 واعيدت هذه التجربة بنجاح أيضا في 11 فبراير 2007.

### آرو 3
'هو صاروخ ما يزال تحت التطوير في إطار منظومة تسلح حيتس، وهي تهدف إلى اعتراض الصواريخ الباليستية طويلة المدى، في ارتفاع أعلى بكثير من حيتس 2 (الموجود في الخدمة بالقوات الجوية الإسرائيلية). وهذا الصاروخ يمر بمرحلة التطوير في مصنع (ملم) التابع للصناعات الجوية الإسرائيلية.

## المواصفات
نظام (ايه بي ام) (ABM) صمم لاعتراض الصواريخ الباليستية القصيرة والمتوسطة المدى والهدف من النظام جعله خطا دفاعيا ضد برنامج إيران للصواريخ المتقدمة والتهديد السابق للعراق تحت نظام صدام حسين. يتكون النظام من ثلاثة أجزاء وهي صواريخ الآرو ونظام التحكم (control system) ويسمى (الكباد الأصفر) (Yellow Citron) «اسم نبات» وأخيرا رادار تتبع الهدف (آي ايه أي-أي ال/ام-2080) (IAI EL/M-2080) ويسمى الصنوبر الأخضر (Green Pine). وعند الاستعمال الفعلي سيكون النظام مرتبط ببرنامج الدعم الدفاعي الأمريكي عبر الاقمار الاصطناعية حيت يستطيع رصد أي عملية إطلاق لاي صاروخ. أول عملية نشر للنظام كانت وسط إسرائيل في 14 مارس 2000 ضمن القاعدة الجوية العسكرية بلماخيم (Palmachim IAF Base)على سواحل المتوسط. ان احدث صاروخ لهذا النظام يسمى آرو-2 (Arrow II)ولايزال قيد التطوير.

## النشر
أول بطارية عاملة تم نشرها في أكتوبر 2000 ضمن قاعدة بلماخيم الجوية وبعد تأخير بسبب مواجهات قانونية بين السكان المحللين والحكومة بسبب تخوفهم من نظام الرادار (Green Pine) الذي قد ينتج عنه موجات اشعائية سرعان ما تم حل المشكلة ونشر النظام قرب الخضيرة (Hadera) في أكتوبر 2002 وبطارية ثالثة تم نشرها في بلماخيم.
التصدير
دخلت الهند في مفاوضات مع إسرائيل بشأن بيع الأخيرة لنظام الارو للهند إلا أن الصفقة جمدت من قبل الولايات المتحدة وتم بيع الرادار Green Pine فقط حيث تقوم الهند بإعادة تصنيعه لاستخدامه في نظامها الدفاعي. من جهة أخرى كان هناك صفقة أخرى بين إسرائيل وتركيا تبيع بموجبها إسرائيل أقمار أفق مع النظام الدفاعي الآرو لتركيا إلا أن الصفقة بقيت معلقة بانتظار موافقة الولايات المتحدة، وفي 6 ديسمبر 2007 الغت وزارة الدفاع التركية الصفقة من جانبها وقد فسر سبب إلغاء الصفقة هو ان روسيا عرضت على تركيا المشاركة في إنتاج نظام إس-400 تريومف ونقل كامل لتكنولوجيته لتركيا.
في 31 يناير 2007 تم نشر خبر ان حكومة كوريا الجنوبية ستشتري 36 صاروخ آرو-II و6 رادارات كرين بن.

## المستخدمين للنظام
إسرائيل
- القوات الجوية الإسرائيلية

## أنظمة مشابه
- أس - 300 (صاروخ)
- إس-400 تريومف
- نظام باتريوت

## وصلات خارجية
- Israel Missile Update - 2005
- India: Reports Conflict Over U.S. Opposition to Arrow Sale
- (بالإنجليزية)  بي دي إف  chapter iii ballistic missiles.pdf تاريخ صواريخ القوات الجويّة الأمريكيّة البالستيّة[وصلة مكسورة]